# Коутинью, Гагу
Карлуш Вьегаш Гагу Коутинью (порт. Carlos Viegas Gago Coutinho) — более известный как Гагу Коутинью (17 февраля 1869 — 18 февраля 1959) — португальский пионер авиации, который совместно с Сакадура Кабралом (1881—1924) совершил в июне 1922 года Первый перелёт через Южную Атлантику из Лиссабона в Рио-де-Жанейро. Также известен своими изобретениями в области навигационных инструментов.
Свой перелет Коутинью и Кабрал совершили на биплане Файри IIIB (Fairey IIIB). В то время самолёт не мог перелететь такое расстояние без посадок, поэтому был спланирован маршрут с остановками на Канарах, Кабо-Верде и на бразильских островах Петра и Павла и Фернанду-ди-Норонья. Также в пути их сопровождал корабль «Республика». Вылетев из Лиссабона, они смогли пролететь большую часть пути, но в итоге потерпели крушение у острова Петра и Павла. При посадке в штормовую погоду их самолёт получил повреждения и авиаторы были вынуждены дрейфовать в море. Летчиков подобрал португальский корабль и доставил на остров Фернанду-ди-Норронья.
Свое путешествие они смогли закончить при помощи ещё двух новых самолётов, посланных им из Португалии, первый из которых практически сразу опять потерпел крушение. Спустя девять часов летчиков подобрало британское грузовое судно и опять доставило на Фернанду-ди-Норронья. Оттуда они завершили свой перелет на третьем самолёте, названом «Санта Круз» «Santa Cruz». В итоге их путешествие из Лиссабона заняло 72 дня. Время в полете — меньше суток.
Их третий гидроплан «Санта Круз» сейчас находится в Морском музее в Португалии.

## Память о перелёте
В Лиссабоне недалеко от Башни Белем установлен памятник, изображающий биплан Коутинью и Кабрала. Данное событие отражено на марках Португалии, а также на банкноте в 20 эскудо 1978 г., где изображен портрет Г. Коутинью, карта перелёта, самолёт и инструменты навигации: секстант, астролябия и корректор направления. Также портреты Коутинью и Кабрала напечатаны на банкнотах Мозамбика, периода, когда он был португальской колонией.

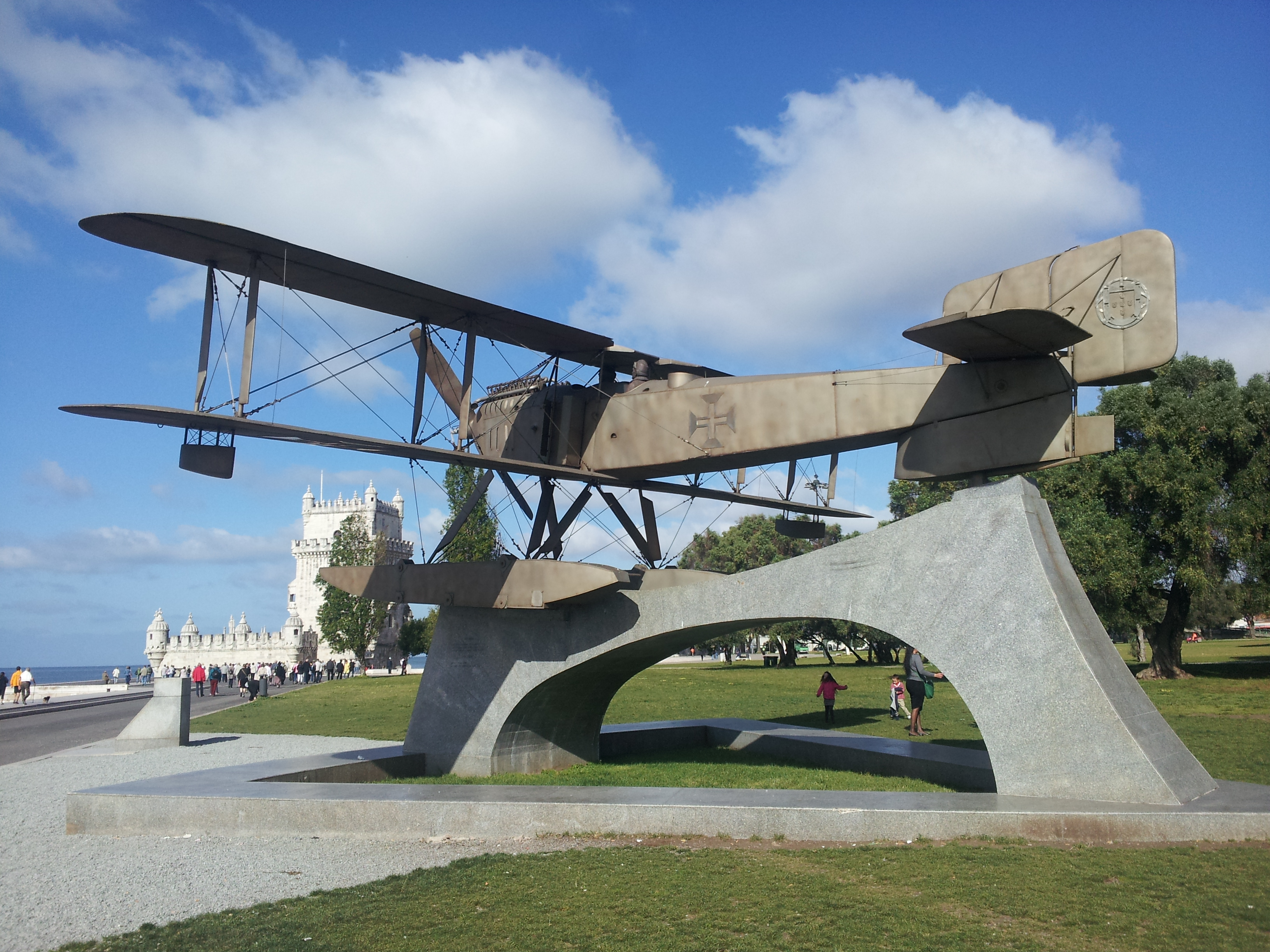
Памятник в Лиссабоне
Маршрут перелета